# Tillandsia oropezana
Tillandsia oropezana là một loài thuộc chi Tillandsia. Đây là loài đặc hữu của Bolivia.